# Terceiro Concílio de Dúbio
O Terceiro Concílio de Dúbio foi um concílio eclesiástico realizado em 607 (ou 609-610) na cidade de Dúbio (então na Armênia Sassânida).

## Visão geral
Este concílio (ou sínodo) foi o culminar de uma série de debates pós-Calcedônia sobre a(s) natureza(s) de Cristo. O cisma no seio da Igreja Armênia, que tinha eclodido como resultado do segundo catolicato calcedoniano na Armênia (591-610), foi reparado, e as conclusões do Concílio de Calcedônia de 451 foram explicitamente condenadas.
A Igreja Ortodoxa Armênia concluiu que tanto o "monofisismo" como a Definição de Calcedônia deviam ser condenados. Em vez disso, a Igreja decidiu seguir a doutrina de Cirilo de Alexandria, que descreveu Cristo como sendo de uma única natureza encarnada, com a natureza divina e humana unidas.
O sínodo viu a eleição de um armênio, Abraão I de Albatã, como católico. Abraão condenou o Concílio de Calcedônia, de acordo com a decisão do Segundo Concílio de Dúbio.

## Divisão com a Igreja Georgiana
No final do concílio, os armênios se opuseram totalmente à definição cristológica dada pela Igreja de Calcedônia. A Igreja Ortodoxa da Geórgia decidiu unir-se a Constantinopla para defender a definição calcedoniana da natureza dual de Cristo. Esse Concílio estabeleceu a divisão distinta entre as Igrejas Armênia e Georgiana.
Embora tenha sido estabelecida uma cisão com a Igreja da Geórgia, o Concílio levou à reparação de uma cisão interna dentro da própria Igreja Armênia.
Um Quarto Concílio de Dúbio foi realizado em 648 para discutir uma possível reunificação com a Igreja georgiana, mas essa ideia foi rejeitada.

## Outros elementos
O concílio também estabeleceu sete leis canônicas referentes à ortodoxia dos bispos. Em particular, as leis tratavam dos bispos que haviam se desviado da fé.